# Iglesia de Santa María la Blanca (Sevilla)
La iglesia de Santa María la Blanca se encuentra en el barrio de San Bartolomé del distrito Casco Antiguo de Sevilla (Andalucía, España). Fue construida en el siglo XVII. Es sede de la Hermandad del Rosario de Nuestra Señora de las Nieves.

## Historia
Durante las excavaciones arqueológicas del año 2012 se ha demostrado la existencia de una mezquita de menor proporción a la iglesia actual, ocupando cuatro tramos desde los pies, con orientación hacia el sur/sureste, con el mihrab justo en el espacio previo a la capilla sacramental, y con entrada en la zona del actual patio parroquial, que además se conserva aún. También se ha podido documentar la sinagoga construida a raíz del terremoto de 1356, que ocupa exactamente el solar de la iglesia, de hecho se conservan los paramentos completos escondidos bajo la decoración barroca del siglo XVII, incluyendo el hejal, en la zona actual del presbiterio, lo que ha demostrado que el edificio no se derribó para construir un templo barroco, si no que se reutilizó y escondió bajo los adornos barrocos.
Tras la Reconquista de Sevilla en 1248, Fernando III cedió a la archidiócesis de Sevilla todas las mezquitas de la ciudad, salvo tres que se encontraban en la judería, cedidas a los judíos para que fuesen sus sinagogas. Esto fue confirmado por Alfonso X en 1252. Este lugar fue una de esas sinagogas, construida en el siglo XIII, y de la que se ha encontrado restos del Hejal en 2012, y puesto en valor en 2024 mientras se restauraba el Retablo Mayor.
En 1391, tras la revuelta antijudía de aquel año, fue transformada en iglesia. Era de estilo mudéjar. En esta adaptación al culto católico se construye una nueva fachada, de estilo gótico, a los pies, haciendo desaparecer la tribuna de mujeres de la sinagoga, y el primer cuerpo de la espadaña.
En 1642 se hizo la capilla bautismal. Entre 1642 y 1646 Diego Gómez construyó la capilla de la hermandad sacramental sobre una vivienda anexa al templo que funcionaba como taberna. En la misma época se construye la puerta lateral de la calle Archeros, que algunos habían creído que era de la sinagoga, y actualmente se sabe que se construyó también en las reformas de 1642-1646. La capilla mayor fue realizada en 1660. Entre 1662 y 1665 se reconstruyeron la nave de la iglesia y las bóvedas, hoy sabemos que más bien fui una reforma reutilizando el edificio mudéjar, siendo su principal patrocinador Justino de Neve.
En julio de 1662, Justino de Neve contrató con Juan González la construcción de las bóvedas de la iglesia. El proyecto consistió en hacer una bóveda central con lunetos y una cúpula sobre pechinas. También cambió las antiguas columnas de piedra por otras nuevas, realizadas por el cantero Gabriel de Mena en jaspe de las canteras de Antequera.
Las yeserías de la bóveda central y de la cúpula fueron realizadas por Borja y Pedro Roldán.
La reforma del templo en el siglo XVII fue costeada con una colecta realizada por el visitador del arzobispado, Justino de Neve, que era miembro de la hermandad sacramental. El párroco era Domingo Velázquez Soriano.
En 1665, con motivo de la inauguración de la renovada iglesia, Miguel Mañara organizó una procesión que también festejaba a la Inmaculada Concepción de la Virgen María.
Entre 2010 y 2015 la iglesia fue sometida a un proceso de restauración y estudio arqueológico.

## Descripción

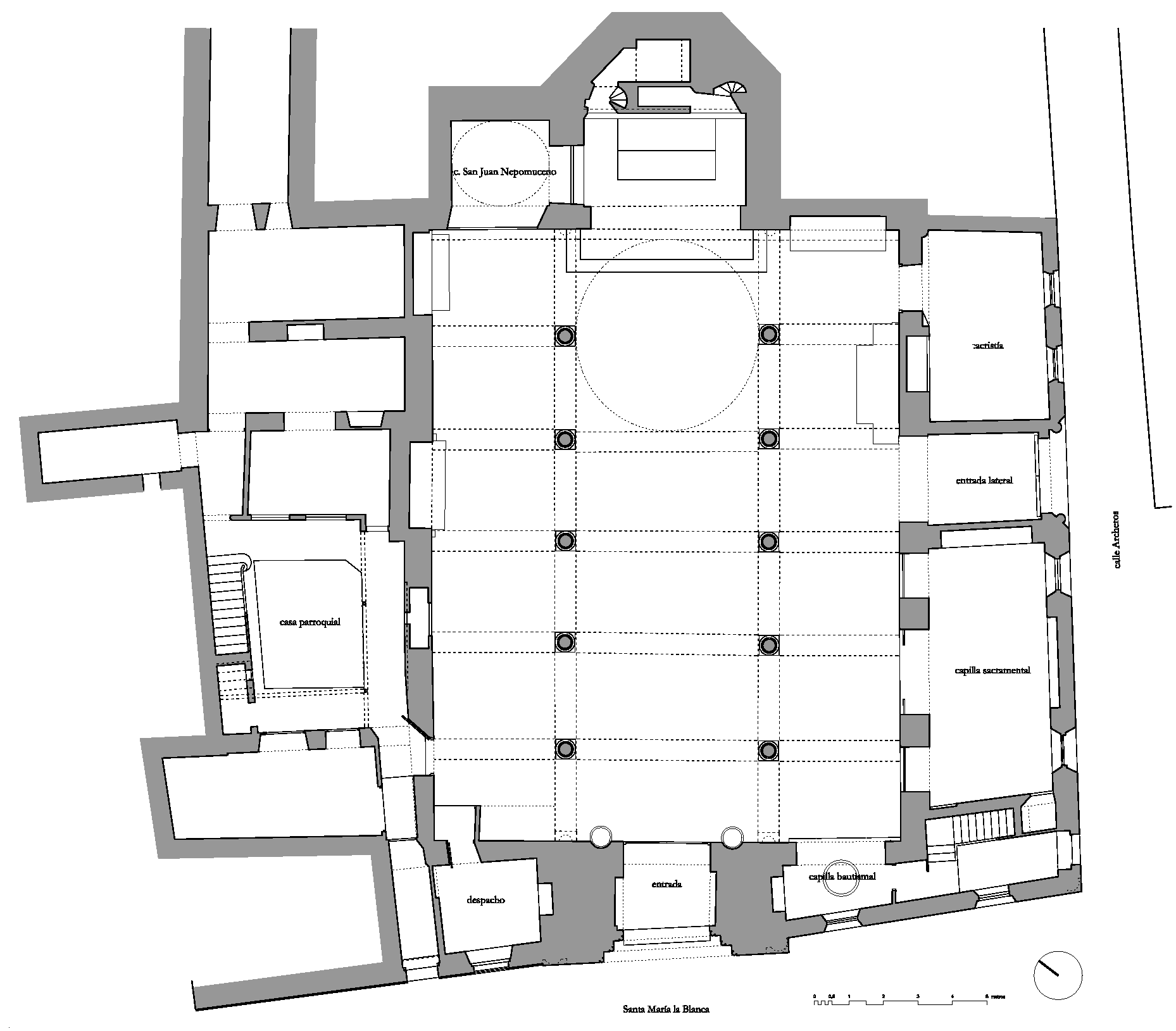
Planta de la iglesia

### Exterior
La iglesia presenta al exterior dos fachadas de reducidas dimensiones.
La fachada principal, hacia la calle Santa María la Blanca, se desarrolla en forma de torre-fachada. Consta, en parte inferior, de un arco apuntado abocinado. La rosca del mismo se decora a base de puntas de diamantes labradas en piedra. En la parte superior se distinguen tres cuerpos: El primero presenta dos vanos de medio punto, sin ninguna decoración; en el siguiente se sitúa el campanario, con dos vanos de medio punto enmarcados por pilastras y rematado por un frontón partido; por último, se sitúa un pequeño campanario compuesto por un vano de medio punto enmarcado por pilastras y coronado por remates cerámicos y una cruz-veleta. A la derecha de la puerta principal se encuentra un azulejo flanqueado por faroles en el que se reproduce la imagen de la Virgen de las Nieves. Fue pintado por Antonio Morilla en 1957.
En el muro de la epístola, hacia la calle Archeros, se abre una portada, actualmente inutilizada, fruto de la creación de la actual capilla sacramental, al adquirirse un local, teniendo que realizarse una nueva puerta más hacía el exterior, construyéndose en 1642-1646, presentando material de acarreo con columnas y caliteles visigodos y romanos. Presenta un arco peraltado con el tímpano cegado entre dos columnas reaprovechadas con capitel corintio. Estos capiteles, por sus características estilísticas, podrán corresponder al período tardorromano o visigótico.

### Interior
La iglesia fue decorada en 1657 por los hermanos Pedro y Miguel de Borja. El templo presenta planta rectangular, con una prolongación de la cabecera y dos cuerpos, también rectangulares, adosados en el muro de la Epístola. En el interior presenta tres naves divididas en seis tramos mediante 10 columnas toscanas de mármol rojo. Sobre ellas voltean arcos formeros de medio punto que sustentan bóvedas de cañón con falsos lunetos en la nave central y bóvedas de aristas en las laterales. Sobre los dos últimos tramos de la nave central, ante el presbiterio, se levanta una cúpula sobre pechinas, iluminada por dos óculos laterales. El espacio del presbiterio se cubre mediante una bóveda de cañón con lunetos.

Toda la superficie de las bóvedas, cúpula e intradós de los arcos se hallan repletas de una profusa y volumétrica decoración de yeserías con motivos geométricos, vegetales y figurativos, que, junto con las pinturas murales, que siguen la secuencia de las yeserías, dan movimiento a una planta ortogonal y sin dinamismo.

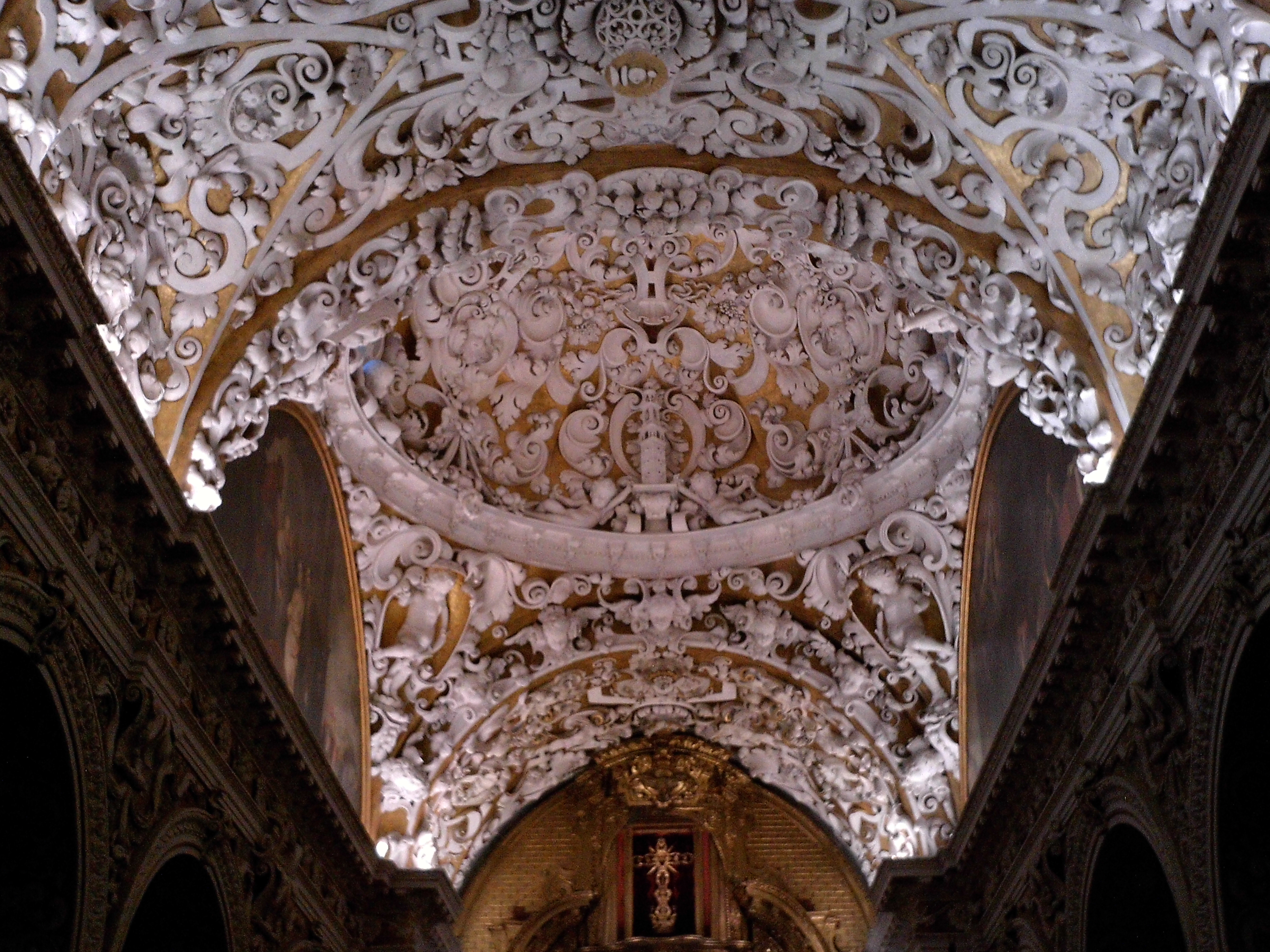
Yeserías en el techo la iglesia.

A los pies de la nave de la Epístola se sitúa la capilla bautismal, donde se encuentra la escalera que conduce a la torre y al coro. 
A su lado se abre la capilla sacramental, de planta rectangular. La capilla sacramental está presidida por un retablo de 1722. Lo ocupa un calvario de composición heterogénea con imágenes que pertenecieron a la inactiva Cofradía del Lavatorio. El Cristo del Mandato fue realizado por Diego García de Santa Ana en pasta de madera en 1559. La Virgen del Pópulo es una dolorosa de vestir que lleva en este templo desde 1610. Fue restaurada en el 2021. Tiene corona de plata cincelada por Blas Amat en el siglo XVIII. El San Juan ha sido vinculado tras su restauración de 2017 con la obra de Cristóbal Ramos.
En la misma nave, una vez pasada la puerta lateral que da acceso a calle Archeros, se sitúa el Retablo de la Santísima Trinidad. Fue sede de una antigua hermandad, la Esclavitud de la Santísima Trinidad. Originalmente la hermandad sustituyó el retablo por el actual porque las imágenes no cabían, que no procede del antiguo convento de la Trinidad como se creía. La hermandad proyectó adquirir la casa que se ubicaba tras el actual retablo de San Pedro, para realizar capilla propia, pero finalmente la decadencia y mala situación económica lo impidió. El grupo escultórico está atribuido a Blas Molner en el siglo XVIII; en la hornacina inferior se ubica una Piedad de Cristóbal Ramos, y a ambos lados las reliquias de San Víctor, San Aurelio, San Próspero, San Cornelio y Santa Concordia. En el presbítero suele encontrarse las pequeñas imágenes de San Juanito y Niño Jesús pertenecientes a esta antigua hermandad. En la capilla sacramental se ubica el retrato de Florencio Delgado, fundador de está hermandad, de profesión médico, y no sacerdote como se creía. 

La iglesia contó con varios cuadros de Murillo, del cual solo se conserva en la iglesia La Sagrada Cena, realizado en 1650, único Murillo que se salvó del expolio francés al creer que era un error que fuera de Murillo por su estilo tenebrista. Bajo la media naranja del antepresbiterio estaban El sueño del patricio y El patricio Juan y su esposa ante el papa Liberio, dos lienzos que narran el origen de la devoción a la Virgen de las Nieves. Fueron expoliados por el mariscal Soult durante la invasión francesa y, devueltos a España, acabaron en el Museo del Prado. En los testeros de las naves laterales estaban una Inmaculada, actualmente en el Louvre, y El triunfo de la fe, en la colección Faringdon.
Sí han llegado a nuestros días otras pinturas de interés. 
El retablo de la Piedad, de 1564, cuenta con obras de Luis de Vargas.
Una tabla del Ecce Homo ubicada en el altar de San Juan Nepomuceno, es de un seguidor de Luis de Morales.

#### Retablo mayor
En 1657, el canónigo Justino de Neve, como visitador de las capillas de la catedral de Sevilla, notificó al cabildo que había recaudado limosnas para la realización de un nuevo retablo mayor. El 31 de agosto de 1657 se contrató para su ejecución a Martín Moreno, maestro ensamblador que ya había ejecutado la sillería de coro de esta iglesia.
Este retablo barroco consta, de banco muy retallado con temas florales, al igual que las calles laterales, donde se alberga el sagrario de plata, flanqueado por las tallas de San Pedro y San Pablo. Las imágenes se encuentran enmarcadas por pares de columnas de orden dórico y luego sigue un cuerpo, enmarcado por dos columnas salomónicas, con basa ática. En la parte superior hay tallas de serafines. Recientemente se le ha añadido un crucifijo, atribuido a Juan de Mesa, fechable hacia 1620.

## Hermandades

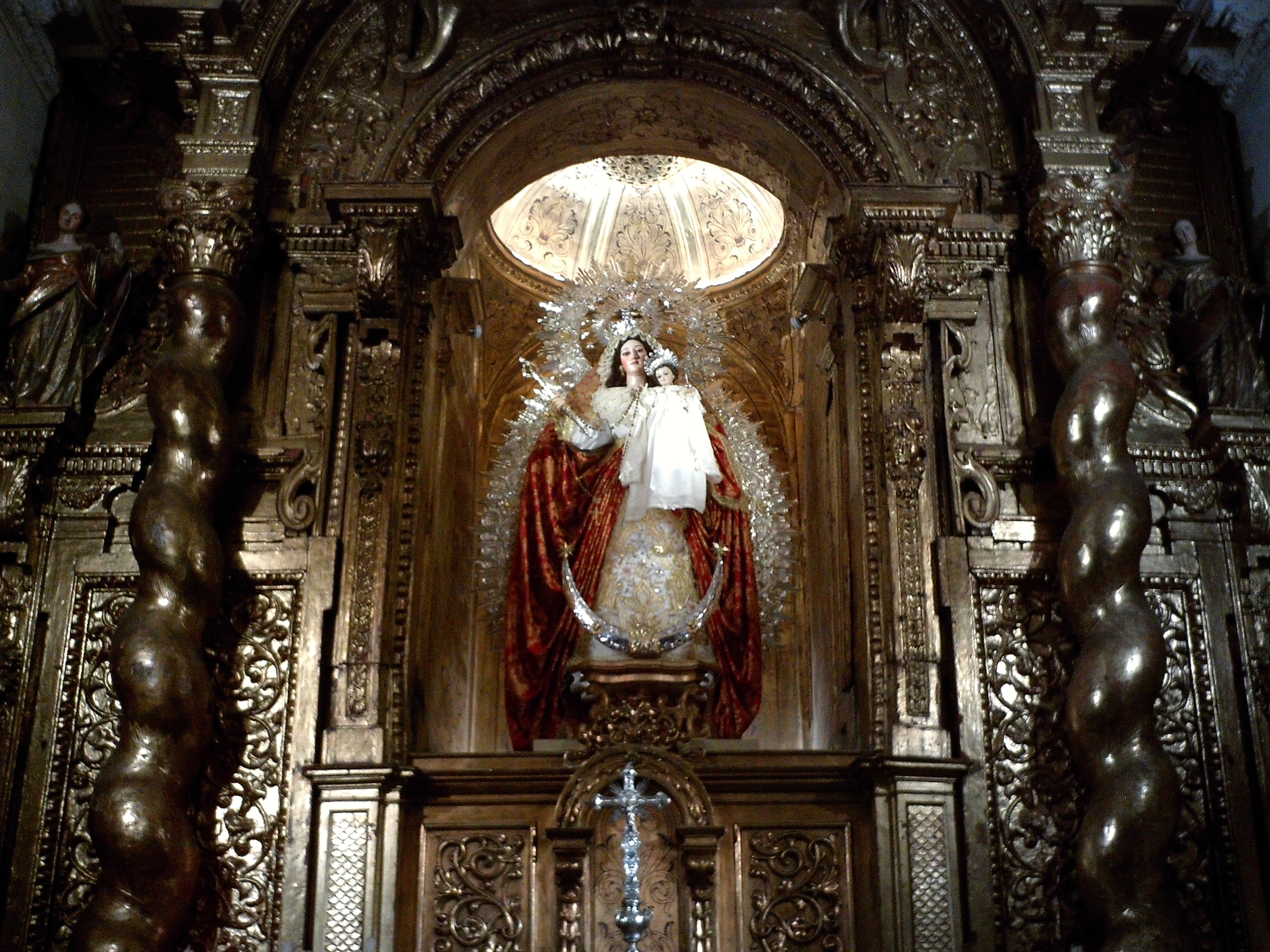
Virgen de las Nieves.

En la iglesia tiene su sede la Antigua y Fervorosa Hermandad del Rosario de María Santísima Nuestra Señora de las Nieves. Se trata de una hermandad de gloria. Sus primeras reglas son de 1732. La Virgen de las Nieves fue realizada en 1882 por Leoncio Baglietto, sustituyendo a la imagen original hoy perdida, y está en la hermandad desde 1864.
La hermandad de penitencia de la Iglesia de San Isidoro también tiene como titular a la Virgen de las Nieves.
La Hermandad del Lavatorio, Cristo del Mandato y la Madre de Dios del Pópulo se fundó en 1598 en la Iglesia de San Esteban y en 1610 se trasladó a la de Santa María la Blanca. Con la reducción de cofradías de 1623 esta hermandad se unió a la de la Quinta Angustia, separándose en 1624. Esta cofradía realizaba su estación de penitencia con tres pasos: uno de misterio donde se representaba el pasaje del lavatorio de los pies (del cual no se ha conservado nada); el paso del Cristo del Mandato, que procesionaba sobre un risco tallado; y la Virgen del Pópulo, que salía con un palio de terciopelo azul soportado por diez varas. La última estación de penitencia documentada de esta hermanadad es de 1662. A esta hermandad pertenecieron personajes ilustres, como el mecenas Justino de Neve, el escritor Fernando de la Torre Farfán, el ceramista Cristóbal de Sepúlveda, el escultor José Montes de Oca y familias nobles del entorno como los marqueses de Villamanrique o los condes de Altamira.
En 1955 se fundó en esta iglesia la Hermandad de la Redención que en 1959 hizo su primera estación de penitencia a la catedral desde la iglesia de la Misericordia (solo salió el paso de Cristo el primer año). El traslado a su actual sede, la iglesia de Santiago el Mayor, se produjo en 1960.